# Waikato Vallis
Waikato Vallis è una struttura geologica della superficie di Marte.